# Нугуш (приток на Белая)
Нугуш (на руски: Нугуш; на башкирски: Нөгөш) е река в Република Башкортостан на Русия, десен приток на Белая (ляв приток на Кама, ляв приток на Волга). Дължина 235 km. Площ на водосборния басейн 3820 km².
Река Нугуш води началото си под името Болшой Нугуш от хребета Юрматау, в планината Южен Урал, на 837 m н.в., в централната част на Република Башкортостан. Тя е типична планинска река с бързо течение, множество прагове и няколко малки водопада, като тече предимно в югозападно направление в тясна и дълбока долина със стръмни, на много места скалисти брегове. Нугуш е най-бурната река на Република Башкортостан. Влива се отдясно в река Белая (ляв приток на Кама), при нейния 837 km, на 159 m н.в., на 2 km югоизточно от село Василевка, в югозападната част на Република Башкортостан. Основните ѝ притоци са десни: Урюк (91 km) и Тор (54 km). Има смесено подхранване с преобладаване на снежното с ясно изразено пролетно пълноводие в края на април. Среден годишен отток в горното течение, на 194 km от устието 4 m³/s. Заледява се през 1-вата половина на ноември, а се размразява през 2-рата половина на април. При село Нугуш е изградена преградната стена на Нугушкото водохранилище (25 km²) с мощна ВЕЦ в основата на стената. По течението ѝ са разположени няколко малки населени места и бурното течение на реката дава възможност за практикуване на рафтинг, а почти безлюдните райони за риболов и воден туризъм.